# Togdheer

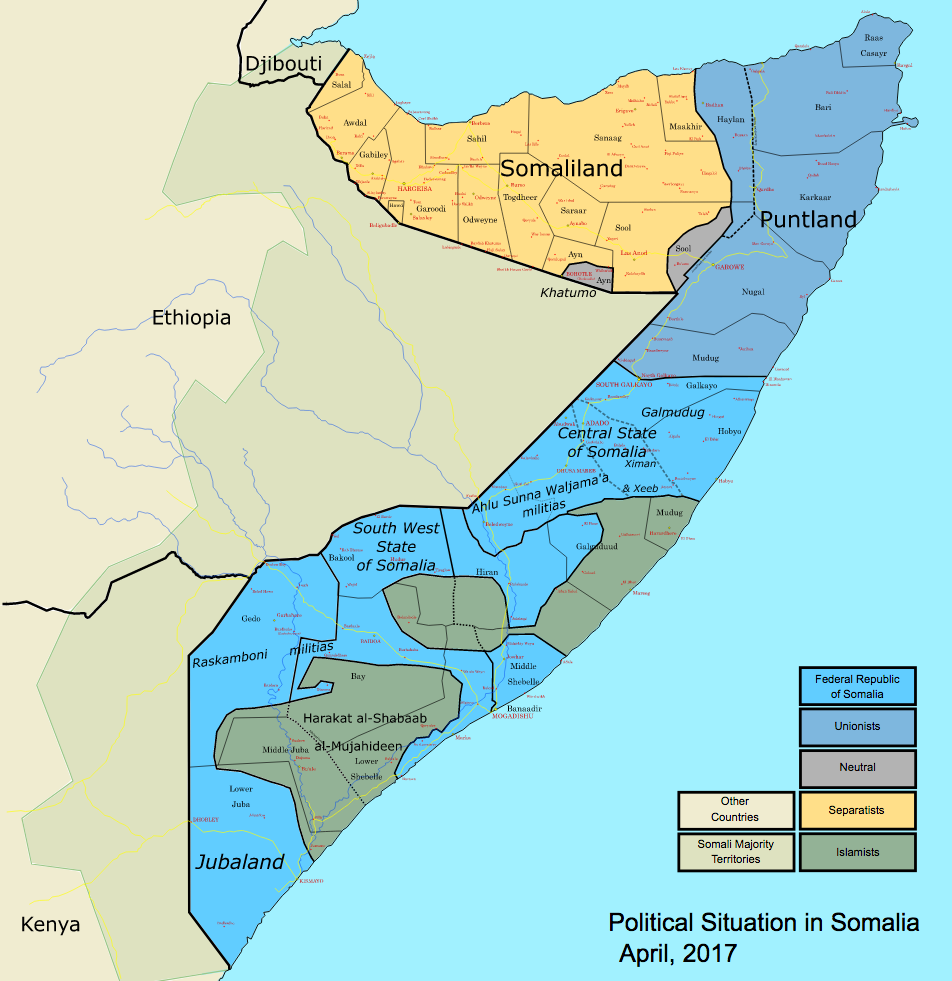
La Somalie au 20 mai 2011

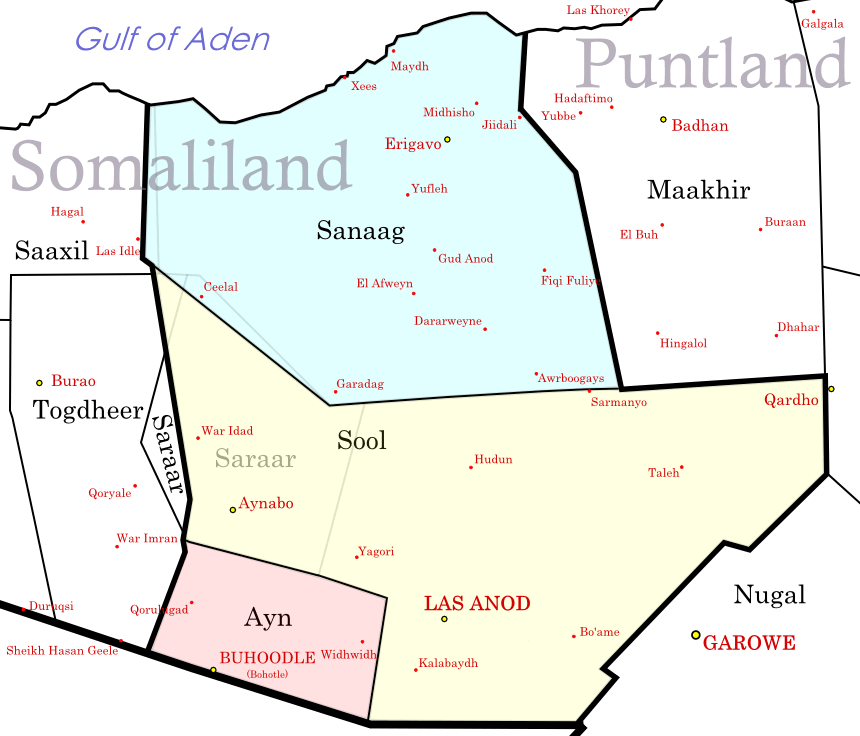
Découpage administratif

Togdheer (somali : Togdheer, arabe : تُوجدَير) est une région enclavée au Nord de la Somalie, limitrophe des régions somalies de Kargeisa au nord et à l'ouest, Sanaag au  nord et à l'est, et Sool à l'est, et, au sud, des provinces somalies éthiopiennes (Ogaden puis Région Somali) de Degehabur et Warder.

## Districts
Les quatre districts sont :
- Burao District
- Buuhoodle District (Cayn)
- Oodweyne District
- Sheikh District

## Villes
Les villes principales sont Burao (capitale), Buuhoodle, Oodweyne, Sheikh, Balanbaal (en), Ceegaag (en), Gugux (en), Horufadhi (en), Megagle (en), Qeedi Haan (en), Qoryale, Shululux (en), Sool Joogto (en) et Widhwidh (en).

## Divers
En 2007, à Dhambalin, et dans une centaine d'autres sites, ont été découvertes par l'archéologue Sada Mire dans des grottes des peintures rupestres, vieilles de 3000 à 5000 ans, représentant divers animaux.
Autres sites archéologiques : Kal-Sheikh.

## Histoire
La région a été dominée par le sultanat de Warsangali (Las Khorey) jusqu'en 1884.
La sous-région sud-est de Cayn, capitale (Buuhoodle), est de facto rattachée à l'état autoproclamé en 2012 de Khatumo, mais revendiquée par le Northland.